# 136824 Nonamikeiko
136824 Nonamikeiko este un asteroid din centura principală de asteroizi.

## Descriere
136824 Nonamikeiko este un asteroid din centura principală de asteroizi. A fost descoperit pe 8 septembrie 1997 la Yatsuka de Hiroshi Abe (astronom). Asteroidul prezintă o orbită caracterizată de o semiaxă mare de 2,71 ua, o excentricitate de 0,18 și o înclinație de 4,0° în raport cu ecliptica.